# Freedom Ring
Freedom Ring (de nombre real Curtis Doyle) es un superhéroe ficticio que aparece en los cómics estadounidenses publicados por Marvel Comics. El personaje fue creado por el escritor Robert Kirkman. Curtis apareció por primera vez en Marvel Team-Up vol. 3 #20 (julio de 2006), convirtiéndose en Freedom Ring en el próximo número. Apareció en el arco argumental de 5 números Freedom Ring. El personaje se representa como un civil normal que se encuentra con un anillo que le otorga la capacidad de alterar la realidad.
Kirkman pretendía que Freedom Ring fuera un ejemplo de un superhéroe que demostrase inexperiencia con sus superpoderes, ya que sintió que la mayoría de los superhéroes se ajustaban rápidamente a sus poderes y tenían una exitosa carrera como héroes que no reflejaba la realidad. Cuando un fanático le preguntó sobre la cantidad de superhéroes de cómics visiblemente homosexuales, el editor en jefe de Marvel Comics, Joe Quesada, también promocionó a Freedom Ring como el principal héroe homosexual de Marvel. Sin embargo, en el siguiente número, el personaje fue asesinado, lo que generó controversia y acusaciones de homofobia por parte de algunos críticos de cómics.
Kirkman defendió su decisión de escribir diciendo que tenía "nada más que buenas intenciones", destacando su concepto original de "un héroe sin experiencia que sería golpeado constantemente y probablemente moriría", afirmando que la sexualidad de Freedom Ring era simplemente un intento de escribir simultáneamente un completo personaje masculino ordinario que resultó ser gay.
Más tarde, Kirkman admitió que lamentaba haber matado a Freedom Ring debido al número relativamente limitado de personajes homosexuales en los cómics convencionales.
El término "freedom rings" (anillos de la libertad) se refiere a uno de varios símbolos LGBT populares, y puede ser que Kirkman pretendiera que el nombre del personaje hiciera referencia a dicho símbolo.

## Historial de publicación
Freedom Ring apareció por primera vez como un civil, "Curtis Doyle", en Marvel Team-Up vol. 3 #20 como parte de la historia de cinco números Freedom Ring. El personaje adoptó su alias superheróico en el siguiente número. El personaje apareció en la serie hasta el número 24 cuando fue asesinado en combate. La serie fue finalmente cancelada un solo número después, en el número 25.

## Poderes y habilidades
Curtis Doyle originalmente no tenía superpoderes inherentes por su cuenta. Sin embargo, el personaje toma posesión de un anillo elaborado a partir de un fragmento del Cubo Cósmico destruido que permite al usuario alterar la realidad dentro de un radio de aproximadamente 15 pies (4,6 m) a su alrededor, lo que le otorga una esfera de distancia de 30 pies (9,1 m) capaz de alterar la realidad.
Después de su primer intento como Freedom Ring, alteró su fisiología para obtener fuerza, velocidad, resistencia y durabilidad sobrehumanas.

## Comentarios de Robert Kirkman
La muerte de Curtis fue recibida con algunas reacciones negativas, incluidas las acusaciones de homofobia de los sitios de cómics gais Gay League y Prism Comics, específicamente porque Joe Quesada lo promocionó como el principal héroe gay de Marvel Comics un mes antes de su muerte.
Robert Kirkman comentó sobre la controversia, afirmando:
Freedom Ring siempre fue planeado como un héroe sin experiencia que sería golpeado constantemente y probablemente moriría. Quería comentar sobre el hecho de que la mayoría de los superhéroes obtienen sus poderes y les parece bien... y no es así como funciona la vida. Mientras trabajaba en el cómic, también me di cuenta de que la mayoría de los personajes homosexuales... tienen que ver con ser homosexuales. Los personajes heterosexuales son personajes completos a los que les gustan las chicas. Así que quería hacer un personaje completo al que simplemente le gustaran los chicos. Entonces decidí combinar las dos ideas. En retrospectiva, sí, matar a un personaje gay no es bueno cuando hay tan pocos... pero realmente solo tenía las mejores intenciones en mente".
Kirkman luego confirmó su opinión, afirmando:
"Francamente, con la PEQUEÑA cantidad de personajes homosexuales en los cómics en general, y lo desafortunadas que han sido las representaciones hasta ahora, ya sea intencional o no, entiendo completamente la reacción violenta por la muerte de Freedom Ring, independientemente de mis intenciones. Si pudiese hacerlo todo de nuevo... No lo mataría. Lo lamento cada vez más a medida que pasa el tiempo. ¿Me deshice de qué? [sic] el 20% de los personajes gay en Marvel al matar a este personaje. Simplemente nunca tomé esas cosas en consideración mientras escribía".